# Daniel Gomez (calciatore)
Daniel Gomez (Thionville, 16 marzo 1979) è un ex calciatore francese, di ruolo attaccante.

## Carriera
Ha collezionato quasi 60 presenze nella seconda divisione tedesca.